# Scintillazione
La scintillazione è una rapida variazione della luminosità apparente o nel colore di un oggetto luminoso distante osservato attraverso l'atmosfera terrestre.

## Descrizione
Se l'oggetto è posto all'esterno dell'atmosfera terrestre, come nel caso di stelle e pianeti, il fenomeno prende il nome di scintillazione astronomica; se la sorgente luminosa è all'interno dell'atmosfera, il fenomeno è detto scintillazione terrestre.
Essendo una delle tre principali cause che determinano il seeing, la scintillazione è definita come tutta quella serie di variazioni che interessano esclusivamente l'illuminanza, dunque non provoca l'offuscamento delle immagini astronomiche. Essa è causata da piccoli cambiamenti locali dell'indice di rifrazione dell'aria, dovuti alla variazione di temperatura di piccoli vortici turbolenti, delle dimensioni di qualche decina di centimetri, che si spostano con una frequenza dell'ordine dei millisecondi. Si può dimostrare che l'effetto di perturbazione è concentrato in strati sottili (10–100 m) nelle zone dove masse di aria di diversa temperatura scorrono uno sull'altro. Il fronte d'onda (piano se proveniente da oggetti (astronomicamente) lontani) attraversando questi strati viene deformato e i raggi (le normali al fronte d'onda) non sono più tutti paralleli tra loro ma a seconda del punto di osservazione la loro densità aumenta (aumenta la luminosità) o diminuisce (diminuisce la luminosità). In altri termini è come se fosse interposta una piccola lente divergente (o convergente) che di fatto modifica poco l'immagine, ma ne riduce (o aumenta) l'intensità. Poiché questi strati turbolenti sono dinamici l'effetto sarà una scintillazione. La variazione di luminosità può essere anche del 100%.
Gli effetti della scintillazione sono sempre maggiormente pronunciati in corrispondenza dell'orizzonte, mentre allo zenit sono quasi impercettibili, questo perché i raggi luminosi attraversano uno strato di atmosfera sempre maggiore al diminuire dell'altezza in cielo dell'astro che li emette. La scintillazione atmosferica può essere quantitativamente misurata con l'ausilio dello scintillometro.
Gli effetti della scintillazione possono esser ridotti tramite dei telescopi ad apertura più larga; tale effetto è conosciuto come aperture averaging.
La scintillazione è collegata alla luce emessa dalle stelle o altri piccoli oggetti celesti, ma normalmente non influenza in modo apprezzabile le osservazioni dei pianeti. Le stelle scintillano perché la loro distanza dalla Terra è così elevata che essi appaiono come sorgenti puntiformi, la cui luce viene facilmente disturbata dalle turbolenze atmosferiche. Gli oggetti di dimensioni maggiori, come i pianeti, occupano una maggiore area visibile del cielo, per cui le piccole deviazioni dei raggi luminosi vengono mediate e l'osservatore tende a percepire una minore variazione della luce che proviene da loro.

## Radioastronomia
Scintillazioni si possono riscontrare anche in radioastronomia, dovute a cause simili ma di natura alquanto diversa.
In radio la scintillazione è dovuta allo spostamento di nubi di plasma interplanetario e interstellare di dimensioni e velocità molto diverse a seconda della loro natura. I tempi di scala di queste scintillazioni sono molto grandi (ore, giorni o addirittura mesi) e scintillano solo le sorgenti che hanno una dimensione angolare minore di 0,1-1 µs. Poiché a distanze anche notevoli, oltre i 100 pc, queste dimensioni angolari corrispondono in unità lineari a molto meno di un raggio solare (15.000 km contro 700.000 km) si è in grado distinguere sorgenti stellari o substellari. Ad esempio poiché le pulsar hanno dimensioni dell'ordine della decina di km, scintillano sempre e quindi questo principio è utilizzato per semplificare la loro individuazione.